# David Strathairn
David Russell Strathairn, nascut el 26 de gener de 1949 a San Francisco, Califòrnia, és un actor de televisió i de cinema estatunidenc.

## Biografia
David Strathairn segueix els cursos de comèdia del Williams College, tenint per camarada el realitzador John Sayles, amb qui rodarà diverses pel·lícules. Una vegada diplomat, va a Florida amb un grup de circ ambulant i s'està a la carretera durant sis mesos. Quan arriba a Nova York, Strathairn treballa uns quants anys al teatre.
John Sayles li fa arrencar la seva carrera cinematogràfica amb Return Of The Secaucus Seven  (1980). També li oferirà llavors papers a Matewan (1987),  Els vuit eliminats  (1988), amb John Cusack i Charlie Sheen, City of Hope (1991) i Passion Fish (1992), pel·lícula que el revela als ulls de la crítica i el públic. Tornarà amb Sayles el 1999 a Limbo.
El 1992, apareix el mateix any a  A League of Their Own  amb Tom Hanks i  Sneakers amb Robert Redford i Sidney Poitier.
David Strathairn ha aparegut a diverses pel·lícules en els anys 1990: germà d'un advocat encarnat per Tom Cruise a  The Firm (1993) de Sydney Pollack; marit de Meryl Streep en unes de vacances fent ràfting a  The River Wild  (1994), de Curtis Hanson, que trobarà tres anys més tard en l'oscaritzat  L.A. Confidential  on Strathairn encarna el multimilionari Pierce Patchett.
Apareix també als crèdits de Dolores Claiborne: L'ombra d'un crim de Taylor Hackford, encarnant el marit de Kathy Bates i el pare de Jennifer Jason Leigh el 1995.
El realitzador francès Elie Chouraqui li fa interpretar un gran fotògraf cobrint un reportatge en la Iugoslàvia en guerra a  Les Flors d'en Harrison , amb Andie MacDowell, que interpreta la seva esposa.
A la seva segona realització, George Clooney li confia el paper principal de la pel·lícula  Bona nit i bona sort , el del periodista Edward Murrow, que li val el premi al millor Actor en la 62a Mostra de Venècia i la nominació a l'Oscar al millor actor.
Després d'aparicions a la sèrie  The Sopranos , l'actor roda a la pel·lícula  My Blueberry Nights  de Wong Kar-wai, on interpreta un alcohòlic.
Recentment ha rodat en els thrillers Fractura  de Gregory Hoblit, l'última part de la saga Jason Bourne ( L'ultimàtum de Bourne) i la pel·lícula fantàstica  Les Cròniques de Spiderwick .

## Filmografia
| Any  | Pel·lícula                                                | Paper                       | Notes |
| ---- | --------------------------------------------------------- | --------------------------- | --- |
| 1980 | Return of the Secaucus 7                                  | Ron Desjardins              | |
| 1983 | Malalt d'amor (Lovesick)                                  | Marvin Zuckerman            | |
| 1983 | Silkwood                                                  | Wesley                      | |
| 1984 | The Brother from Another Planet                           | Home de negre               | |
| 1985 | When Nature Calls                                         | Weejun                      | |
| 1985 | Miami Vice                                                | Marty Lang                  | |
| 1986 | Homes enfrontats (At Close Range)                         | Tony Pine                   | |
| 1987 | Matewan                                                   | Cap de policia Sid Hatfield | |
| 1987 | Vots trencats (Broken Vows)                               | Stuart Chase                | |
| 1988 | Stars and Bars                                            | Charlie                     | |
| 1988 | Els vuit eliminats (Eight Men Out)                        | Eddie Cicotte               | |
| 1988 | Dominick and Eugene                                       | Martin                      | |
| 1989 | Day One                                                   | J. Robert Oppenheimer       | |
| 1990 | Memphis Belle                                             | Coronel Craig Harriman      | |
| 1990 | Judgment                                                  | Pare Frank Aubert           | |
| 1991 | Son of the Morning Star                                   | Capità William F. Benteen   | |
| 1991 | La ciutat de l'esperança (City of Hope)                   | Asteroid                    | |
| 1992 | Elles donen el cop (A League of Their Own)                | Ira Lowenstein              | |
| 1992 | Bob Roberts                                               | Mack Laflin                 | |
| 1992 | O Pioneers!                                               | Carl Linstrum               | |
| 1992 | Sneakers                                                  | Erwin 'Whistler' Emory      | |
| 1992 | Passion Fish                                              | Rennie                      | |
| 1993 | Lost in Yonkers                                           | Johnny                      | |
| 1993 | The Firm                                                  | Ray McDeere                 | |
| 1994 | The River Wild                                            | Tom Hartman                 | |
| 1995 | Instint maternal (Losing Isaiah)                          | Charles Lewin               | |
| 1995 | Dolores Clainborne: L'ombra d'un crim (Dolores Claiborne) | Joe St. George              | |
| 1995 | A casa per vacances (Home for the Holidays)               | Russell Terziak             | |
| 1996 | Mother Night                                              | Tinent Bernard B. O'Hare    | |
| 1997 | L.A. Confidential                                         | Pierce Morehouse Patchett   | Nominada - Screen Actors Guild |
| 1998 | The Climb                                                 | Earl Himes                  | |
| 1998 | Simon Birch                                               | Reverend Russell            | |
| 1998 | La força d'un ser menor (Dominique and Eugene)            | Martin Chernak              | |
| 1998 | Amb amics com aquests (With Friends Like These...)        | Armand Minetti              | |
| 1999 | A Midsummer Night's Dream                                 | Theseus                     | |
| 1999 | Limbo                                                     | "Jumpin Joe" Gastineau      | Nominada - Independent Spirit |
| 1999 | Un mapa del món (A Map of the World)                      | Howard Goodwin              | |
| 2000 | Les Flors d'en Harrison (Harrison's Flowers)              | Harrison Lloyd              | |
| 2000 | Una bona nena (A Good Baby)                               | Truman Lester               | |
| 2002 | Blue Car                                                  | Auster                      | |
| 2002 | Lathe of Heaven                                           | Mannie                      | |
| 2004 | Tomb inesperat (Twisted)                                  | Dr. Melvin Frank            | |
| 2005 | The Notorious Bettie Page                                 | Estes Kefauver              | |
| 2005 | Desapareguts a Amèrica (Missing in America)               | Henry                       | |
| 2005 | Bona nit i bona sort (Good Night, and Good Luck)          | Edward R. Murrow            | Copa Volpi per la millor interpretació masculina Nominada – Oscar al millor actor Nominada – BAFTA al millor actor Nominada – Globus d'Or al millor actor dramàtic Nominada – Screen Actors Guild Nominada – Premi Satellite al millor actor |
| 2006 | Heavens Fall                                              | Jutge James Horton          | |
| 2006 | We Are Marshall                                           | Donald Dedmon               | |
| 2007 | The Sensation of Sight                                    | Finn                        | |
| 2007 | Steel Toes                                                | Danny Dunckelman            | |
| 2007 | Fractura (Fracture)                                       | Fiscal Joe Lobruto          | |
| 2007 | L'ultimàtum de Bourne (The Bourne Ultimatum)              | Noah Vosen                  | |
| 2007 | My Blueberry Nights                                       | Arnie Copeland              | |
| 2007 | Matters of Life and Death                                 | Mr. Jennings                | |
| 2008 | Les cròniques de Spiderwick (The Spiderwick Chronicles)   | Arthur Spiderwick           | |
| 2009 | The Uninvited                                             | Steven Rydell               | |
| 2009 | Cold Souls                                                | Dr. Flintstein              | |
| 2009 | Temple Grandin                                            | Professor Carlock           | |
| 2009 | Odysseus in America                                       | Narració                    | |
| 2010 | Howl                                                      | Ralph McIntosh              | |
| 2010 | The Tempest                                               | King Alonso                 | |
| 2010 | The Whistleblower                                         | Peter Ward                  | |
| 2012 | No God, No Master                                         | William Flynn               | |
| 2012 | The Bourne Legacy                                         | Noah Vosen                  | |
| 2012 | Lincoln                                                   | William Seward              | |
| 2014 | Maladies                                                  | Delmar                      | |
| 2014 | Godzilla                                                  | Almirall William Stenz      | |
| 2015 | The Second Best Exotic Marigold Hotel                     | Ty Burley                   | |
| 2015 | Louder Than Bombs                                         | Richard                     | |
| 2015 | The Debt                                                  | Nathan                      | |
| 2016 | American Pastoral                                         | Nathan Zuckerman            | |
| 2017 | Darkest Hour                                              | Franklin D. Roosevelt       | Veu |
| 2017 | November Criminals                                        | Theo Schacht                | |
| 2018 | An Interview with God                                     | Déu                         | |
| 2018 | Fast Color                                                | Ellis                       | |
| 2018 | UFO                                                       | Franklin Ahls               | |
| 2019 | Godzilla: King of the Monsters                            | Almirall William Stenz      | |
| 2019 | The Gettysburg Address                                    | Ralph Waldo Emerson         | Veu Documental |
| 2020 | Walkaway Joe                                              | Joe Haley                   | |
| 2020 | Nomadland                                                 | David                       | |
| 2020 | The Devil Has a Name                                      |                             | |